# Troelstralaan (metrostation)

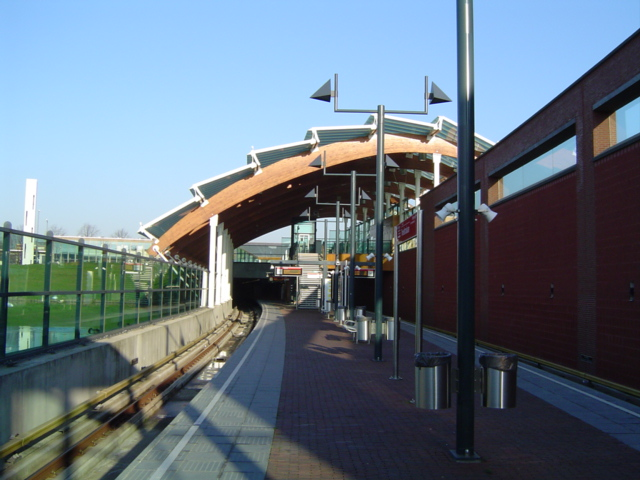
Het perron

Troelstralaan is een metrostation in Schiedam, gelegen aan metrolijn C. Het station werd geopend op 4 november 2002, als onderdeel van een grote uitbreiding van het Rotterdamse metronet, de Beneluxlijn. Het metrostation is genoemd naar de P.J. Troelstralaan.
De ligging van station Troelstralaan maakte een aangepast ontwerp noodzakelijk. Aan de oostzijde van het station komt de metro bovengronds, het uiteinde van het perron ligt nog net in de tunnel. Het station bevindt zich verder, voorzien van een overkapping, enkele meters onder het straatniveau. Direct ten westen van het station gaan de sporen het talud van de Vlaardingerdijk in, die voor de metrolijn een soort "bovengrondse tunnel" vormt. 
Het eilandperron van het metrostation is te bereiken door toegangen aan beide uiteinden en via de stationshal aan de Troelstralaan.
Tussen april 2017 en de opening van de Hoekse Lijn (30 september 2019) werd station Troelstralaan tijdelijk in de spits ook bediend door metrolijn A (behalve tijdens schoolvakanties). Dit had te maken met de ombouw van de Hoekse Lijn en het feit dat er vanaf station Vijfsluizen pendelbussen richting Vlaardingen reden.
De Terp · Capelle Centrum · Slotlaan · Capelsebrug · Kralingse Zoom · Voorschoterlaan · Gerdesiaweg · Oostplein · Blaak  · Beurs · Eendrachtsplein · Dijkzigt · Coolhaven · Delfshaven · Marconiplein · Schiedam Centrum  · Parkweg · Troelstralaan · Vijfsluizen · Pernis · Tussenwater · Hoogvliet · Zalmplaat · Spijkenisse Centrum · Heemraadlaan · De Akkers